# Axioma Ethica Odini
Axioma Ethica Odini este cel de-al unsprezecelea album de studio al formației Enslaved.
Cu acest album Enslaved a câștigat a patra oară premiul Spellemannprisen (cel mai important premiu muzical din Norvegia) la categoria "Cel Mai Bun Album Metal".
Revista Terrorizer a clasat Axioma Ethica Odini pe locul 2 în clasamentul "Cele mai bune 40 de albume ale anului 2010".

## Lista pieselor
1. "Ethica Odini" - 07:59
2. "Raidho" - 06:01
3. "Waruun" - 06:42
4. "The Beacon" - 05:38
5. "Axioma" - 02:20
6. "Giants" - 06:37
7. "Singular" - 07:43
8. "Night-Sight" - 07:36
9. "Lightening" - 07:51

## Personal
- Grutle Kjellson - vocal, chitară bas
- Ivar Bjørnson - chitară
- Ice Dale - chitară
- Cato Bekkevold - baterie
- Herbrand Larsen - sintetizator

## Clasament
| Țara     | Poziția |
| -------- | ------- |
| Norvegia | 11      |